# Andreas Homborg
Andreas Homborg, auch: Andreas Homburg (* 5. Januar 1656 in Helmstedt; † 21. Juni 1714 ebenda) war ein deutscher Rechtswissenschaftler.

## Leben und Wirken
Der Sohn des Professors in Helmstedt für Logik und Physik Johann Homborg (1601–1656) und dessen Frau Anna, die Tochter des Ratmannes in Helmstedt Joachim Wrock und dessen Frau Gertrud Eggenstein, hatte seine erste Ausbildung in seiner Heimatstadt erhalten. 1673 bezog er die Universität Jena, wo er bei Valentin Velthem (1645–1700), Georg Adam Struve (1619–1692) und Ernst Friedrich Schröter (1624–1676) ein Studium der Philosophie und Rechtswissenschaften absolvierte. 1675 setzte er seine Studien an der Universität seiner Heimatstadt fort, wobei er sich vor allem auf die Rechtswissenschaften fokussierte. Als Hauslehrer bezog er mit einem jungen Adligen von Alvensleben die Universität Leipzig, wo er sich mit den Vorlesungen von August Benedict Carpzov und Johann Born vertraut machte.
Mit einem weiteren adligen Zögling hatte er die Universität Marburg, die Universität Gießen, Frankfurt am Main, Speyer, die Universität Heidelberg und die Universität Straßburg besucht, wo er sich weiter mit den Rechtswissenschaften auseinandersetzte. Zurückgekehrt nach Helmstedt, hielt er ab 1681 Privatvorlesungen an der Universität seiner Heimatstadt, wurde dort 1698 außerordentlicher Professor der Rechtswissenschaften und Assessor am Hofgericht in Wolfenbüttel. Nachdem er 1701 an der Universität Erfurt zum Doktor der Rechte promoviert hatte, wurde er 1702 ordentlicher Professor in Helmstedt und beteiligte sich in dieser Eigenschaft auch an den organisatorischen Aufgaben der Hochschule. Er war mehrfach Dekan der juristischen Fakultät und im Wintersemester 1710 Vizerektor der Alma Mater.
Homborgs wissenschaftliche Arbeiten befassten sich vor allem mit dem römischen Privatrecht sowie dem Strafrecht. Außerdem betätigte er sich in der juristischen Spruchfakultät der Universität Helmstedt; insgesamt fertigte er 350 Rechtsgutachten für Gerichtsverfahren.

## Werke
- Consilia sive Responsa Helmstadiensa. Frankfurt u. Leipzig 1713
- Praelectiones Academicas in Institutiones Justinianaeas. Helmstedt 1703
- Dissert. De Litteris Moratoriis ad I. 4. C. de Precibus Imper. Offerendis. Helmstedt 1704
- Decad. Thesium Miscellanearum. Helmstedt 1710

## Weblink
- Druckschriften von und über Andreas Homborg im VD 17.

| Personendaten    | Personendaten                   |
| ---------------- | ------------------------------- |
| NAME             | Homborg, Andreas                |
| ALTERNATIVNAMEN  | Homburg, Andreas                |
| KURZBESCHREIBUNG | deutscher Rechtswissenschaftler |
| GEBURTSDATUM     | 5. Januar 1656                  |
| GEBURTSORT       | Helmstedt                       |
| STERBEDATUM      | 21. Juni 1714                   |
| STERBEORT        | Helmstedt                       |